# Eliodoro Coccoli
Eliodoro Coccoli (Brescia, 1º luglio 1880 – 28 febbraio 1974) è stato un pittore e decoratore italiano.

Allegoria della famiglia affresco

Nella prima metà del Novecento ha affrescato ville e palazzi in provincia di Brescia e molte chiese in Lombardia, Piemonte, Liguria, Veneto, Friuli-Venezia Giulia, Trentino-Alto Adige.
Fuori dell'Italia ha lavorato in Svizzera e a Malta: imponente la decorazione interna della collegiata di San Paolo a Rabat.
Nella sua lunga carriera si è occupato anche di grafica pubblicitaria: cartoline, insegne e locandine per varie esposizioni, calendari artistici per la Bottega d'arte di Dante Bravo, aperta a Brescia nel 1922, il manifesto per Orfeo e Euridice di Christoph Willibald Gluck, rappresentato a Brescia nel 1924, il manifesto per la stagione lirica 1930 del Teatro Grande di Brescia.
Ha curato le illustrazioni del romanzo storico Tebaldo Brusato di Francesco Bettoni, pubblicato a puntate dal settimanale Brixia fra il 1914 e 1915.
“Il Coccoli non fu per vocazione pittore di cavalletto”, per questo ha realizzato pochissime tele, tutte antecedenti il 1922 e quasi nessuna sopravvissuta. Ha lasciato, invece, una serie cospicua di bozze, studi e disegni preparatori per affreschi, da cui emerge il talento grafico di Eliodoro: sono prevalentemente carboncini su carta da spolvero, alcuni di grande dimensione, spesso quadrettati, che la figlia Anna Coccoli, anch'essa pittrice, ha conservato e salvato dall'oblio.
Nel 2007 li ha donati al museo “Arte e Spiritualità” di Brescia.

## Biografia

Disegno liberty

Nasce a Brescia il 1º luglio 1880 da genitori ignoti.
Viene affidato a una famiglia povera di Tignale, paese montano della provincia di Brescia.
Cinque anni dopo la famiglia è costretta a emigrare in America e restituisce Eliodoro all'ospedale.
Viene adottato da un fruttivendolo della città.
Emerge presto il suo interesse per il disegno e, a quindici anni, riesce a iscriversi a Brescia alla scuola professionale “Moretto”, corso serale di pittura decorativa, che frequenterà per cinque anni.
Nel 1905 incomincia le decorazioni su commissione di ville e chiese.
Fra il 1906 e il 1918 progetta la decorazione per il Distretto militare di Brescia (che, però, non verrà realizzata), affresca la “Casa del soldato” e produce una serie di cartoline in linea con lo spirito del tempo.
Fra il 1914 e il 1915 illustra il romanzo storico Tebaldo Brusato di Francesco Bettoni e realizza tre vignette per il racconto storico Brescia nel Settecento, sempre di Francesco Bettoni.
Nel 1920 diventa insegnante di decorazione, pittura, disegno e ornato nei corsi serali della scuola “Moretto”.
A Brescia frequenta la società “Arte in famiglia” e la Bottega d’arte di Dante Bravo. Dante Bravo è un mercante, fotografo e arredatore, punto di riferimento della comunità artistica e culturale bresciana di quegli anni. Queste frequentazioni consentono a Coccoli di ampliare il suo repertorio figurativo e le sue conoscenze in materia di composizione, stile e tecnica.
In questo periodo realizza per la Bottega schizzi per vasi e lampadari, disegni per stoffe, manifesti pubblicitari, calendari d'arte e cartoline. Entra in contatto con diversi pittori locali, fra cui Vittorio Trainini e Augusto Lozzia.
Gli affreschi per ville private e chiese si susseguono, ma dal 1920 il suo interesse per i temi sacri diventa prevalente.
Nel 1924, sotto la direzione di Vittorio Trainini, lavora con altri pittori, tra i quali Augusto Lozzia, agli affreschi di una chiesa appena eretta: quella del Buon Pastore nella villa San Filippo dei Padri della Pace, a Brescia.
Questo gli permette, nel 1925, di entrare come insegnante di Figura nella Scuola Beato Angelico di Milano, una piccola accademia d'arte ispirata ai valori cristiani. Coccoli ne diviene presto il pittore di fiducia. La scuola gli procura una serie di contratti che gli garantiscono una discreta tranquillità economica, ma lo impegnano “ad adeguarsi alle scelte non solo contenutistiche ma anche stilistiche individuate volta a volta dalla scuola […] come le più corrispondenti a finalità liturgiche e devozionali, alle caratteristiche architettoniche delle singole chiese, agli orientamenti e alle possibilità finanziarie della committenza”.
In un manoscritto redatto in tarda età, Eliodoro Coccoli elenca circa cinquanta chiese affrescate o decorate nella sua lunga carriera.
Significativo il complesso ciclo pittorico realizzato a Malta per l'interno della chiesa di San Paolo a Rabat, iniziato nel 1932 e concluso nel 1952.
Muore a novantatré anni, il 28 febbraio 1974.

## Opere

### I primi lavori
I primi lavori sono semplici decorazioni su commissione: cornici ornamentali, piccoli festoni, figurine che si rifanno alle grottesche del Quattrocento.
Le decorazioni nelle ville e nelle parrocchiali di provincia dimostrano già l'abilità “eclettica” di Eliodoro, giovane artigiano capace di adattarsi alle richieste del committente.

### Il periodo patriottico
Nel periodo della prima guerra mondiale Coccoli risente dell'influenza di Aristide Sartorio, artista contemporaneo noto per i suoi fregi di carattere virile ed eroico. Non è esente dalla retorica antiaustriaca che domina in Italia in quegli anni.
Progetta affreschi, dipinge tele e produce cartoline da cui emerge lo spirito del tempo.
Il lavoro più impegnativo è del 1918: la decorazione del teatro che si trovava all'interno della “Casa del soldato”. Il ciclo pittorico, oggi perduto, rappresentava l'Italia con la lupa capitolina, il leone di San Marco e le insegne degli alleati.

### Gli affreschi profani

Danzatrici due studi per affresco

Gli affreschi di carattere profano sono eseguiti per committenti privati in ville e palazzi di Brescia e provincia.
I più significativi sono:
- Allegoria dell'Ospitalità e Allegoria della Famiglia: due medaglioni sul soffitto dell'androne di palazzo Venturi a Brescia (oggi palazzo Pisa), realizzati fra il 1911 e il 1912;
- Flora; affresco di una sala di palazzo Monti a Brescia (oggi palazzo De Miranda Martin) realizzato nel 1920;
- Allegoria della Musica e Allegoria del Diritto: ciclo pittorico per il soffitto della sala da musica di villa Benvenuti a Fasano del Garda (oggi ospedale Santa Corona), realizzato fra il 1920 e il 1921;
- decorazione esterna di villa Beretta a Gardone Val Trompia, realizzata nel 1927;
- decorazione interna di tre sale di villa Rampinelli a Bovezzo, realizzata nel 1940.

Le prime due allegorie hanno uno stile classico ed elegante, neorinascimentale con qualche accenno allo stile Liberty. In esse emergono già degli elementi che ricorreranno spesso nelle opere successive: la natura e i bambini.
Flora rappresenta una scena mitologica immersa in una natura rigogliosa, in cui le divinità maschili e femminili sono accompagnate da putti in festa. “Il richiamo alle feste floreali del mondo pagano è molto diretto”. Di quest'opera esiste anche un dettagliato disegno preparatore: un carboncino su carta da spolvero di cm 71x130, che dimostra la maestria di Coccoli nel chiaroscuro.
Nell’Allegoria della Musica un gruppo di danzatrici e un satiro che suona il flauto sono inseriti armonicamente in un paesaggio di gusto Liberty. Sullo sfondo, uno scorcio del Lago di Garda. Del ciclo pittorico esistono disegni preparatori che raffigurano le singole danzatrici, leggiadre e eleganti.
Villa Beretta, monumentale residenza in stile eclettico progettata dall'architetto Egidio Dabbeni nel 1925, viene decorata esternamente con motivi geometrici, fiori stilizzati e dipinti di guerrieri medievali dagli scudi vivaci. Qui sono evidente gli echi romantici e cavallereschi già presenti nelle sedici illustrazioni realizzate per il romanzo Tebaldo Brusato. Come fa notare Bruno Passamani, in quelle illustrazioni “scontri di armati, accampamenti, tornei, cavalcate, salvataggi e notturni si susseguono in scenografie dove compaiono ricostruzioni di maniera di paesaggi bresciani e di scorci ipotetici di una Brescia più medioevale che quattrocentesca”.
Gli affreschi di villa Rampinelli sono un'opera della tarda maturità. La decorazione pensata per le tre stanze del pianterreno trabocca di fiori, piante, animali e vuole creare un legame fra l'interno di questa settecentesca residenza di campagna e il paesaggio circostante. Anche di questo ciclo pittorico esistono disegni preparatori: interessanti in particolare gli studi di animali.

### Gli affreschi sacri

Angeli disegno preparatore per affresco

Le chiese affrescate da Coccoli sono più delle cinquanta da lui riportate nell'elenco compilato negli ultimi anni di vita.
Le bozze e i disegni ritrovati dimostrano la padronanza di Coccoli nella progettazione di un affresco: “dallo schizzo iniziale d'insieme agli studi accurati dei particolari, dal bozzetto in scala ai grandi cartoni a rapporto reale per la trasposizione sugli intonaci”. Disegna anche i cartoni per le vetrate.
I lavori più significativi riguardano:
- la Parrocchiale di Agrate Brianza, decorazione realizzata fra il 1925 e il 1927;* decorazione interna di chiesa santa Maria Beltrade (Milano), reali[2]zzata nel 1927 ;
- la Cappella dell'Istituto Cederna a Monza, decorazione realizzata nel 1930;
- la Collegiata di San Paolo a Rabat (Malta), decorazione realizzata tra il 1932 e il 1952.

Nella Parrocchiale di Agrate Brianza si ispira alle antiche basiliche cristiane e fonde lo stile neobizantino con lo stile Liberty.
Nella Cappella di Monza affronta il tema di San Francesco e il Cantico delle Creature. L'intero ciclo pittorico è elegante e omogeneo, spiccatamente Liberty. Per questo viene considerato il suo lavoro più riuscito fra quelli commissionati dalla scuola “Beato Angelico”.
Nella Collegiata di Rabat il tema affrontato è quello di San Paolo di Tarso. La chiesa è tardo barocca e Coccoli cerca di adeguare la decorazione allo stile architettonico della chiesa. Per questo realizza un ciclo pittorico più enfatico rispetto ai suoi lavori precedenti, che “costituisce la sua impresa più impegnativa per l'entità degli spazi interessati, la complessità figurativa e i problemi di traduzione simbolica, ma anche per l'ampio arco temporale che abbracciò il ventennio dal 1932 al 1952 con l'interruzione degli anni della guerra e del primo dopoguerra”.

## Stile
Coccoli non è un innovatore.

Disegno liberty

Il suo gusto risente ancora delle influenze ottocentesche.
Ha come modelli il “revival” dell'arte rinascimentale e barocca, lo stile Liberty, l'arte preraffaellita e romantica. Ha un suo gusto personale, ma non ha preferenze stilistiche, anzi è un esperto di eclettismo: sceglie di volta in volta il repertorio figurativo più adatto alle esigenze del committente, adegua lo stile a seconda del soggetto e delle caratteristiche architettoniche del luogo.
Ha una perizia tecnica raffinata, talvolta virtuosistica. Sa progettare interi cicli pittorici. L'esperienza lo ha reso esperto nell'organizzare il lavoro del cantiere e brillante nel risolvere i problemi di decorazione. È veloce nell'esecuzione. Tutto questo ha fatto di lui un pittore competente e richiesto. La sua professionalità ha sopperito alla carenza di originalità.
Più interessante, oggi, è la sua produzione grafica.
Gli schizzi a matita con cui ritrae negli anni Venti alcuni suoi colleghi dimostrano il talento di Coccoli nella ritrattistica.
Le locandine, le insegne e i calendari realizzati per la Bottega d’arte di Dante Bravo testimoniano la sua maestria nella grafica: forme floreali eleganti e stilizzate, decorazioni geometriche spiccatamente Liberty richiamano l'estetica della Secessione viennese.
Nei cartoni preparatori degli affreschi è evidente la sua padronanza del chiaroscuro. L'espressione dei volti, le pieghe delle vesti e la plasticità dei corpi vengono valorizzati da giochi di luce e d'ombra che invece si perdono nei colori dell'affresco finale.
I temi ricorrenti di questi disegni a carboncino sono gli angeli musicanti, i putti e la natura traboccante di frutti e di fiori.